# Mininova
Mininova est un ancien un site permettant l'échange de fichiers torrents. Le site ouvre en janvier 2005, comme successeur de suprnova.org. Mininova est un moteur de recherche et une base de données pour plusieurs types de fichiers torrents.

## Fonctionnement
Les visiteurs de Mininova peuvent envoyer anonymement des fichiers torrent sur le site, suivis par un tracker BitTorrent. Mininova interdit les envois de fichiers pornographiques, et n'enregistre pas les adresses IP des visiteurs.

## Historique
En 2006, le mot « mininova » était 9e dans le classement des recherches les plus fréquentes du moteur Google.
En avril 2007, Mininova B.V. (la société qui gère le site mininova.org) gagne une procédure de conflit de noms de domaines au sujet du domaine mininova.com, qui était utilisé pour faire de l'hameçonnage.
En mai 2009, l'organisation de défense du copyright hollandaise BREIN attaqua Mininova au civil pour demander le filtrage des fichiers torrents pointant vers des sources protégées par le droit d'auteur. Durant le procès, Mininova déclara que cela n'était pas faisable d'identifier les fichiers eux-mêmes, mais ils ajoutèrent qu'ils étaient prêts à enlever tout fichier que le BREIN leur indiquerait. Le 26 août, la cour de justice de Utrecht décida que Mininova devait enlever tout fichier torrent pointant à des fichiers protégés par le droit d'auteur sous 3 mois sous peine d'amendes pouvant atteindre 6 millions d'euros.
À la suite de cette condamnation, Mininova a supprimé jeudi 26 novembre 2009 tous ses torrents illégaux, ne laissant que le « Mininova Content Distribution Service » (MCDS) qui vise à aider les artistes en tous genre en les autorisant à publier gratuitement leurs œuvres sur son site.
Le 4 avril 2017, Mininova ferme son site web. Une annonce est désormais affichée sur sa page principale indiquant cette fermeture.